# Balkan (province)
Pour les articles homonymes, voir Balkan.
Balkan est une province du Turkménistan. Située dans l'ouest du pays, bordant l'Iran, le Kazakhstan, l'Ouzbékistan et la mer Caspienne, sa capitale est Balkanabat.
Bien qu'elle soit la plus étendue de toutes les provinces du pays, elle en est également la moins peuplée, et aussi la moins dense.

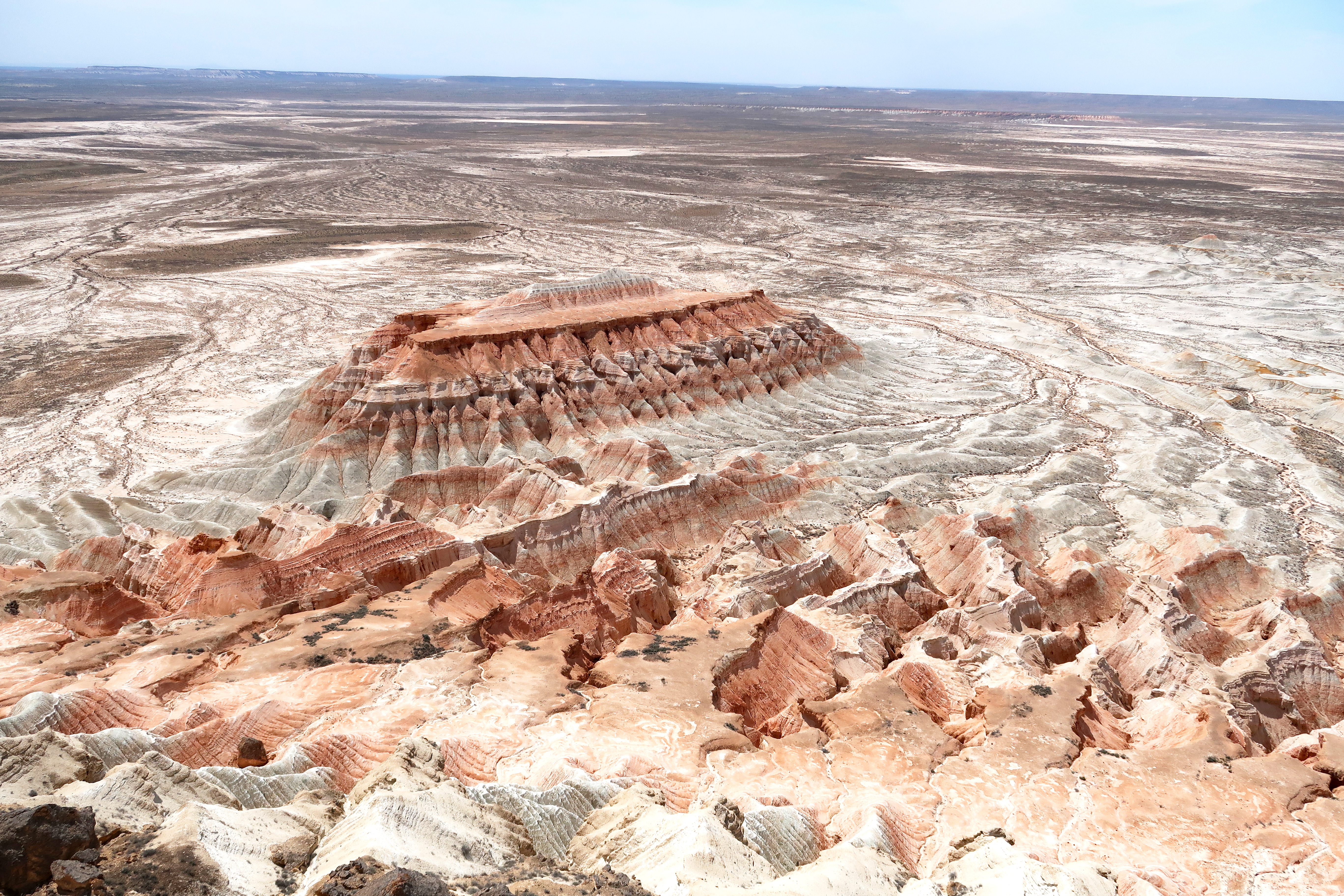
Le.

## Subdivisions
La province de Balkan est divisée en 6 etraplar (districts) et 7 villes :
- Villes :
  - Balkanabat
  - Türkmenbaşy
  - Gumdag
  - Hazar
  - Bereket
  - Serdar
  - Garabogaz

- Etraplar (districts) :
  - Bereket
  - Esenguly
  - Etrek (Gyzyletrek)
  - Magtymguly
  - Serdar
  - Türkmenbaşy